# Fédération Tunisienne de Football
Fédération Tunisienne de Football är Tunisiens fotbollsförbund. Det bildades 1956, och gick med i Fifa 1960.